# Пролећна изложба УЛУС-а (2010)
Пролећна изложба УЛУС-а (2010), одржана у периоду од 1. do 20. априла 2010. године. Изложба је представљена у галеријском простору Удружења ликовних уметника Србије, односно у Уметничком павиљону "Цвијета Зузорић" у Београду. Уредник каталога и кустос изложбе, била је Наталија Церовић.

## Уметнички савет УЛУС-а
- Градимир Рајковић
- Весна Голубовић
- Предраг Лојаница
- Жељка Момиров
- Данкица Петровска
- Мирослав Мипи Савић
- Станка Тодоровић
- Исидора Фићовић

## Излагачи
1. Ђорђе Арнаут
2. Милан Антић
3. Бошко Атанацковић
4. Александра Ацић
5. Зоран Бановић
6. Милена Белензада
7. Стојанка Бошњак
8. Александра Бошковић
9. Габриела Булатовић
10. Катарина Булајић Павловић
11. Љиљана Бурсаћ
12. Тамара Вајс
13. Здравко Велован
14. Габриела Васић
15. Слободан Врачар
16. Марина Војводић
17. Богдан Вукосављевић
18. Марко Вукша
19. Дарко Вучковић
20. Ненад Вучковић
21. Шемса Гавранкапетановић
22. Оливера Гаврић Павић
23. Петар Гајић
24. Мила Гвардиол
25. Марија Граховац
26. Небојша Глигорић
27. Звонко Грмек
28. Група Грађана
29. Јасмина Гужвић
30. Вјера Дамјановић
31. Небојша Деспотовић
32. Вања Ђорђевић
33. Петар Ђорђевић
34. Милош Ђорђевић
35. Мирјана Ђошић
36. Селма Ђулизаревић
37. Милица Жарковић
38. Јагода Живадиновић
39. Сања Жигић
40. Марија Здравковић
41. Борис Зечевић
42. Кристина Иванишевић
43. Зорана Јанковић
44. Мирјана Јанковић
45. Јастра Јелачић
46. Иван Јовановић
47. Ксенија Јовишевић
48. Бранимир Карановић
49. Зоран Качаревић
50. Родољуб Карановић
51. Милинко Коковић
52. Слободан Каштаварац
53. Мирјана Крстевска
54. Владислава Крстић
55. Драгољуб Лазаревић
56. Ксенија Костић
57. Милена Максимовић Ковачевић
58. Ранка Лучић Јанковић
59. Горан Маринић
60. Мирослав Мандић
61. Слађана Маринковић
62. Јован Маринковић
63. Дарко Марковић
64. Саша Марјановић
65. Раде Марковић
66. Марија Марковић
67. Срђан Ђиле Марковић
68. Мирјана Мариншек Николић
69. Бојана Матејић
70. Славко Миленковић
71. Милош Милетић
72. Лепосава Милошевић Сибиновић
73. Власта Микић
74. Снежана Миротић
75. Тамара Миодраговић
76. Весна Милуновић
77. Миодраг Млађовић
78. Татјана Мирковић
79. Борислава Недељковић Продановић
80. Жељка Момиров
81. Снежана Николић
82. Миа Николић
83. Марија Николић
84. Јелена Николић
85. Дарко Омчикус
86. Ива Недељков
87. Александра Остић
88. Татјана Обренић
89. Иван Павић
90. Бојан Оташевић
91. Тамара Пајковић
92. Александра Павићевић
93. Ксенија Пантелић
94. Јосипа Пепа Пашћан
95. Бојана Петковић
96. Љубица Буба Пецарски
97. Мице Поптсис
98. Шејма Продановић
99. Милица Ракић
100. Јован Ракиџић
101. Симонида Радоњић
102. Мирјана Радовановић
103. Светлана Рибица
104. Љиљана Радосављевић
105. Кристина Ристић
106. Драган Ристић
107. Дуња Савчић
108. Милица Салашки
109. Љиљана Стојановић
110. Драгана Станећев Пуача
111. Драган Срдић
112. Ивана Станисављевић Негић
113. Драгољуб Чиви Станковић
114. Никола Станковић
115. Јована Сибиновић
116. Милан Станисављевић
117. Бојана Стаменковић
118. Катарина Стојић
119. Милан Станков
120. Добри Стојановић
121. Михаило Станисавац
122. Ивана Стојаковић
123. Младен Тушуп
124. Томислав Тодоровић
125. Драгана Тодоровић Скорић
126. Бранка Тинтор
127. Јована Ћосић
128. Србољуб Траванов
129. Тијана Фишић
130. Мирољуб Филиповић Филимир
131. Ана Церовић
132. Биљана Царић
133. Сања Црњански
134. Зоран Чалија